# Whiteochloa multiciliata
Whiteochloa multiciliata är en gräsart som beskrevs av Michael Lazarides. Whiteochloa multiciliata ingår i släktet Whiteochloa och familjen gräs. Inga underarter finns listade i Catalogue of Life.